# بنزو (آ) فلوئورن
بنزو(آ)فلوئورن (به انگلیسی: Benzo(a)fluorene) با فرمول شیمیایی C۱۷H۱۲ یک ترکیب شیمیایی است. که جرم مولی آن ۲۱۶٫۲۷۷ g/mol می‌باشد. 